# Klimni
Klimni (en italien : Climni) est une localité de Croatie située en Istrie, dans la municipalité de Žminj, dans le comitat d'Istrie. En 2001, la localité comptait 74 habitants.

## Démographie
| 1948 | 1953 | 1961 | 1971 | 1981 | 1991 | 2001 |
| ---- | ---- | ---- | ---- | ---- | ---- | ---- |
| 123  | 126  | 130  | 109  | 107  | 94   | 74   |